# Historia Rybnika
Niniejszy artykuł przedstawia dzieje miasta Rybnik w województwie śląskim.

## Średniowiecze

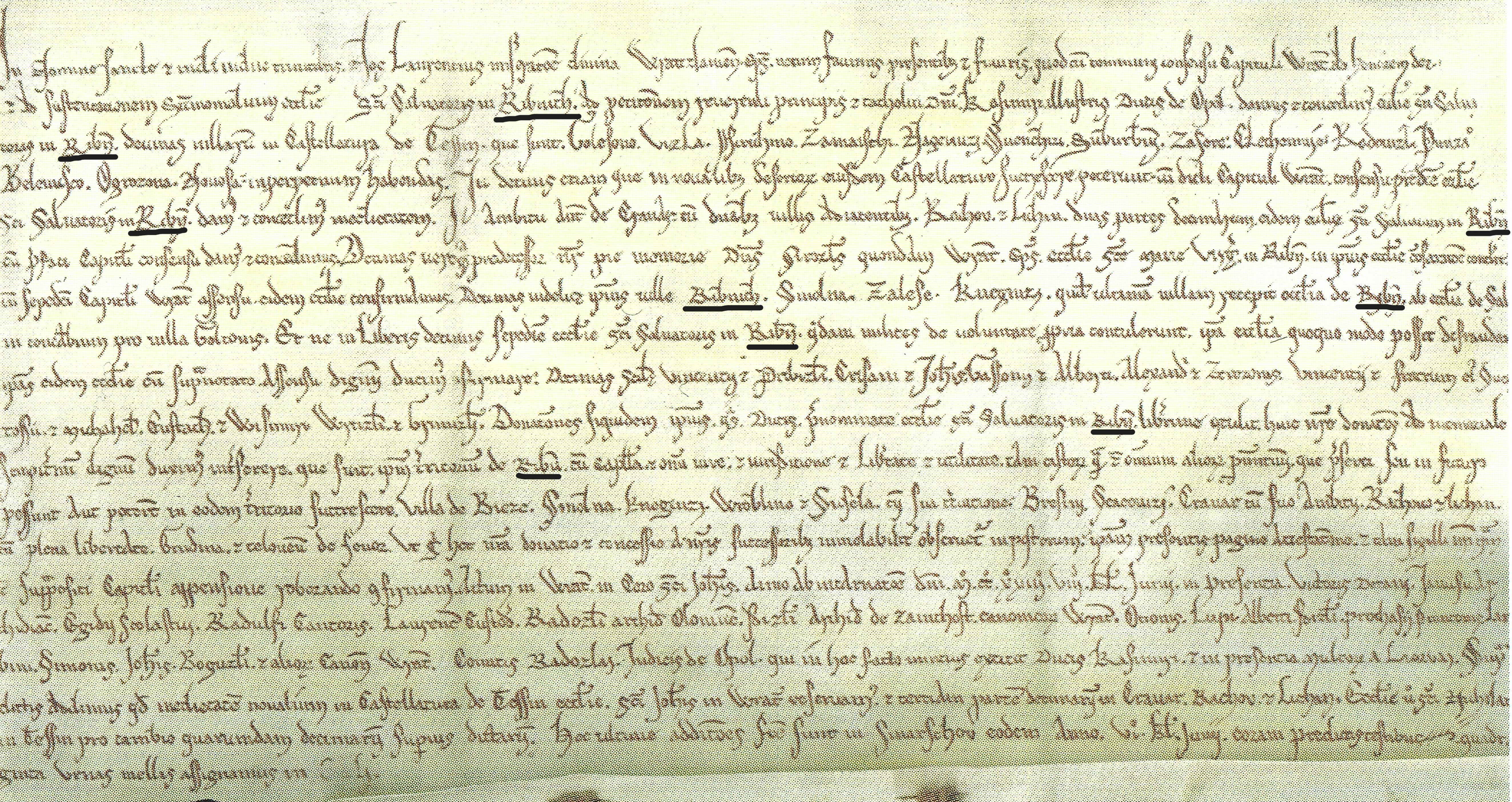
Dokument zawierający najstarszą wzmiankę o Rybniku z podkreślonymi miejscami, gdzie występuje nazwa miejscowości

Najstarsza wzmianka o Rybniku pochodzi z dokumentu wystawionego w dniu 25 maja 1223. Mowa w nim o tym, że biskup wrocławski Wawrzyniec za zgodą kapituły wrocławskiej i na prośbę księcia opolsko-raciborskiego Kazimierza uposaża klasztor norbertanek w Rybniku w dziesięciny z kilkunastu wsi w kasztelanii cieszyńskiej, połowę dziesięcin z nowo powstałych wsi w tejże kasztelanii, a także 2/3 dziesięcin ze wsi Krowiarki, Raków i Lichań. Wspomniane są również wcześniejsze darowizny dokonane na rzecz rybnickiej parafii przez biskupa Żyrosława II zmarłego w 1198, co oznacza że miejscowość musiała istnieć już pod koniec XII wieku. W tym samym dokumencie wspomniana jest również przyległa osada Smolna. Niedobczyce zostały po raz pierwszy wymienione w dokumencie z 1228 dotyczącym przenosin rybnickiego klasztoru norbertanek do Czarnowąsów. Pojawia się w nim również wzmianka o wsi Faleuich utożsamianej z Chwałowicami. Zakładanie kolejnych miejscowości związane było z działalnością cystersów. W najstarszym dokumencie mówiącym o powstaniu opactwa w Rudach z 1258 wymienione są Boguszowice, Chwałęcice i Stodoły. Gotartowice i Kłokocin pojawiają się w Registrum Vyasdense, będącym częścią Księgi uposażeń biskupstwa wrocławskiego z pierwszej dekady XIV wieku. Lokacja kolejnych wsi wchodzących dziś w skład miasta nastąpiła w XIV wieku.
Średniowieczna historia Rybnika i okolic związana jest z kasztelanią raciborską i księstwem raciborskim, które zostało ponownie wyodrębnione w 1290, a od 1327 było księstwem lennym Królestwa Czech rządzonym najpierw przez Piastów śląskich, następnie przez Przemyślidów. Rybnik XIII-wieczny był wsią, położoną najpewniej na zboczach wzgórza, na którym stoi tzw. kościół na Górce stanowiący pozostałość najstarszego kościoła parafialnego. Leżał na szlaku handlowym z Raciborza do Krakowa, a głównym źródłem utrzymania ludności była gospodarka rybacka. Nazwa miejscowości bezpośrednio wiąże się z istniejącymi tu wówczas licznymi stawami hodowlanymi. Przekształcenie wsi w miasto nastąpiło na przełomie XIII i XIV wieku – pierwsza wzmianka o Rybniku jako mieście (civitas) pochodzi z 1309. Nowe centrum, tożsame z dzisiejszym, powstało na południe od pierwotnej osady z wykorzystaniem istniejącego układu przestrzennego. Wrzecionowaty układ rybnickiej starówki jest nietypowy dla górnośląskich miast o średniowiecznym rodowodzie. Nie wybudowano murów miejskich, jedynie fosę, za to od południa powstał – równolegle lub niewiele wcześniej – zamek obronny. W źródłach XIV-wiecznych Rybnik jest najczęściej wymieniany jako castrum cum oppido, czyli „zamek z miasteczkiem”.
W kolejnych stuleciach Rybnik pozostawał miasteczkiem o niewielkim znaczeniu, bez jarmarku i prawdopodobnie nawet cotygodniowych targów, omijanym przez nowy, ukształtowany w XIV wieku, szlak handlowy prowadzący z Raciborza w kierunku wschodnim przez Wodzisław. Pod względem politycznym księstwo raciborskie wchodziło w różne relacje połączeń i podziałów feudalnych z księstwem opawskim i karniowskim. Wyróżnia się na tym tle okres panowania Wacława III (1466–1473), który otrzymawszy we władanie ziemię rybnicką, pszczyńską i żorską obrał za swoją główną siedzibę zamek w Rybniku i tytułował się księciem rybnickim (dux Ribnicensis). W literaturze pojawia się również określenie „księstwo karniowsko-rybnickie” dla okresu samodzielnych rządów Mikołaja V w latach 1437–1466. Liczba mieszkańców Rybnika na przełomie XIV i XV wieku szacowana jest na około 300 osób. Miasteczko było niszczone w czasie wojny polsko-czeskiej w 1345, podczas wojen husyckich przy bitwie pod Rybnikiem 13 maja 1433, w której wojska Mikołaja V pokonały oddziały Bolka V Husyty, a ponadto przy najeździe rabusiów z Żyliny w 1460 i w czasie walk Wacława III z okolicznymi książętami wspieranymi przez Macieja Korwina w latach 1473–1474.

## Nowożytność

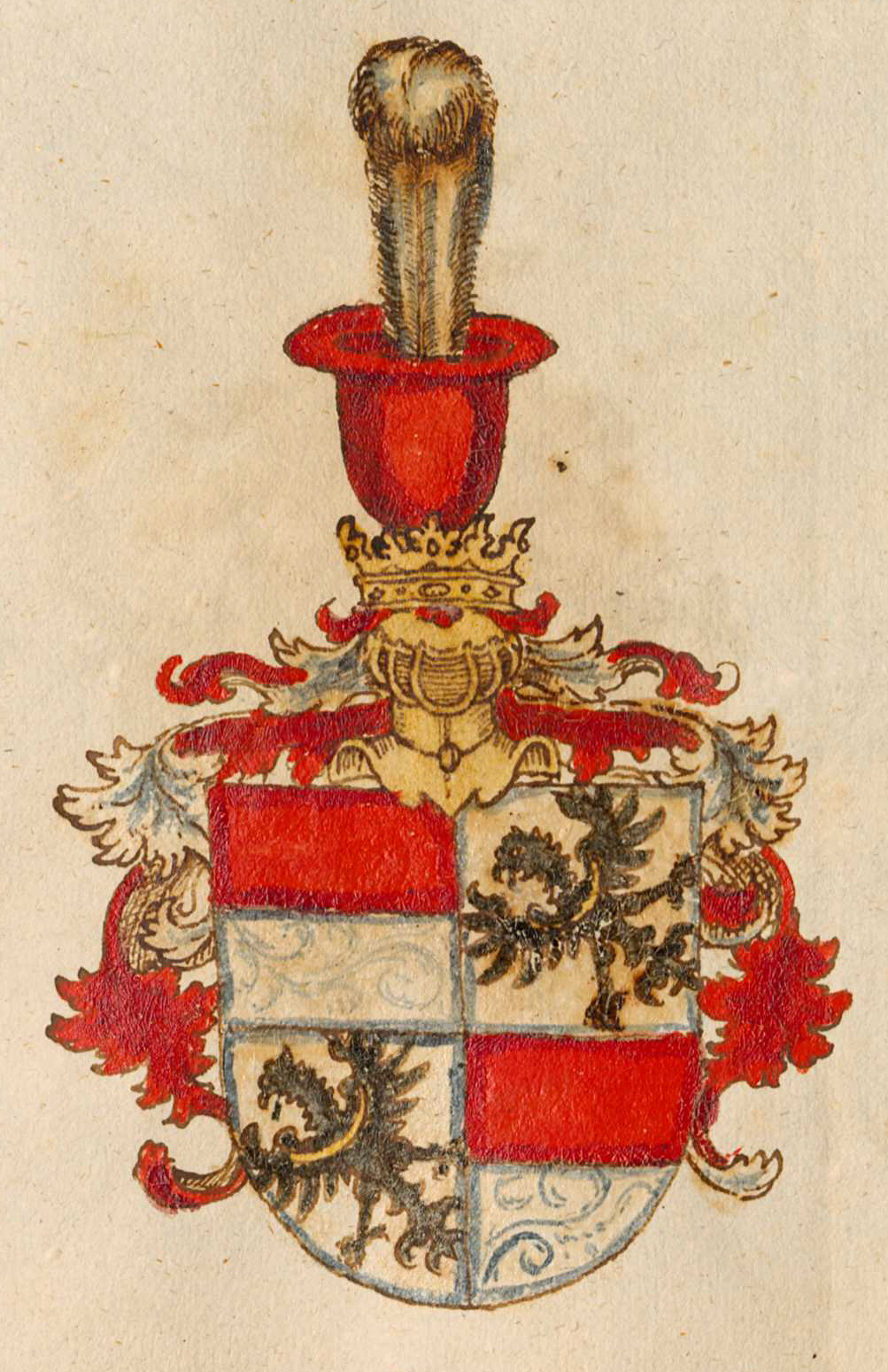
Herb Lobkowitzów

Po śmierci ostatniego z Przemyślidów, Walentyna, księstwo raciborskie w 1521 uległo ponownemu zjednoczeniu z księstwem opolskim pod berłem Jana II Dobrego, jego z kolei śmierć w 1532 przyniosła początek władzy Hohenzollernów na Górnym Śląsku. Właśnie rok 1532 podaje się najczęściej jako datę, gdy tzw. państwo rybnickie zostało wydzielone w postaci zastawu nadawanego różnym rodom szlacheckim, aczkolwiek według zachowanych rękopisów zapis na majątku poczynił już Walentyn w 1508. Pierwszym panem zastawu był Wacław Hnedecz do około 1537/1538, następnie Mikołaj Nibschitz von Bartsch, Jan Dubowec z Dubowa i Wacław Sedlnicki z Choltic, aż w 1575 rządy przejął ród Lobkowitzów. Według zestawienia z końca XVI wieku państwo rybnickie składało się z zamku i miasta Rybnik wraz z przedmieściem Łony oraz trzynastu wsi: Biertułtów, Boguszowic, Jejkowic, Książenic, Michałkowic, Niedobczyc, Ochojca, Orzepowic, Przegędzy, Radoszów, Rydułtów, Smolnej i Szczejkowic. W 1607 Lobkowitzowie wykupili zastaw rybnicki i przekształcili go w swój majątek dziedziczny. Spośród dzisiejszych dzielnic nie wchodzących wówczas w skład państwa rybnickiego dwie – Chwałęcice i Stodoły – pozostały własnością opactwa cysterskiego w Rudach, a resztę stanowiły wsie rycerskie.
Mikołaj Nibschitz wystarał się w 1538 o nadanie pierwszych przywilejów handlowych dla Rybnika – dotyczyły one organizowania cotygodniowego targu oraz jarmarku odbywającego się przez osiem dni od dnia św. Jana Chrzciciela (24 czerwca). Przywileje na organizację kolejnych jarmarków Rybnik otrzymał pod rządami Lobkowitzów (1575, 1620, 1624), na mocy przywileju z 1577 zaczynają się też rozwijać w miasteczku cechy rzemieślnicze. Reformacja odbiła się w Rybniku i okolicy mniejszym echem niż w innych częściach Śląska. Nie doszło tu do przejmowania kościołów przez luteran, przy katolicyzmie pozostał też ród Lobkowitzów. W czasie wojny trzydziestoletniej miasteczko zostało w latach 1626–1628 zajęte przez wojska protestanckie, ale uniknęło zniszczeń. Z 1612 pochodzi pierwsza wzmianka o Zamysłowie. Jego początki związane są z dwoma domami wybudowanymi z inicjatywy proboszcza Jana Karla dla strażników-opiekunów stawów farskich.
W 1581 Rybnik liczył 339 mieszkańców, do 1628 ich liczba wzrosła do 549. Wciąż było to niewielkie miasteczko z parterową drewnianą zabudową skupioną w obrębie rynku i kilku przyległych uliczek, o silnie rozwiniętej funkcji rolniczej. Według urbarza z 1657 w Rybniku mieszkało 64 mieszczan, 17 zagrodników i 24 chałupników; działało 18 piekarzy, dziewięciu handlarzy solą, czterech kowali, jeden ślusarz, trzech powroźników, dwóch garncarzy, dwóch bednarzy; funkcjował cech szewski i tkacki; przy mieście istniały 24 stawy rybne, 16 przy wsi Smolna i kolejnych 16 przy Wielopolu wzdłuż Rudy. W 1638 Wacław Euzebiusz Lobkowitz sprzedał państwo rybnickie. Na rok znalazło się ono w posiadaniu Aleksandra Jodoka von Haugwitz, a następnie trafiło w ręce rodu Praschma. Po śmierci Jana Bernarda Praschmy w 1668 dobra należały do Jana Fryderyka von Minkwitz, od którego odkupił je Fryderyk Leopold Oppersdorff. Kolejnymi właścicielami państwa rybnickiego był od 1682 ród Wengierskich.

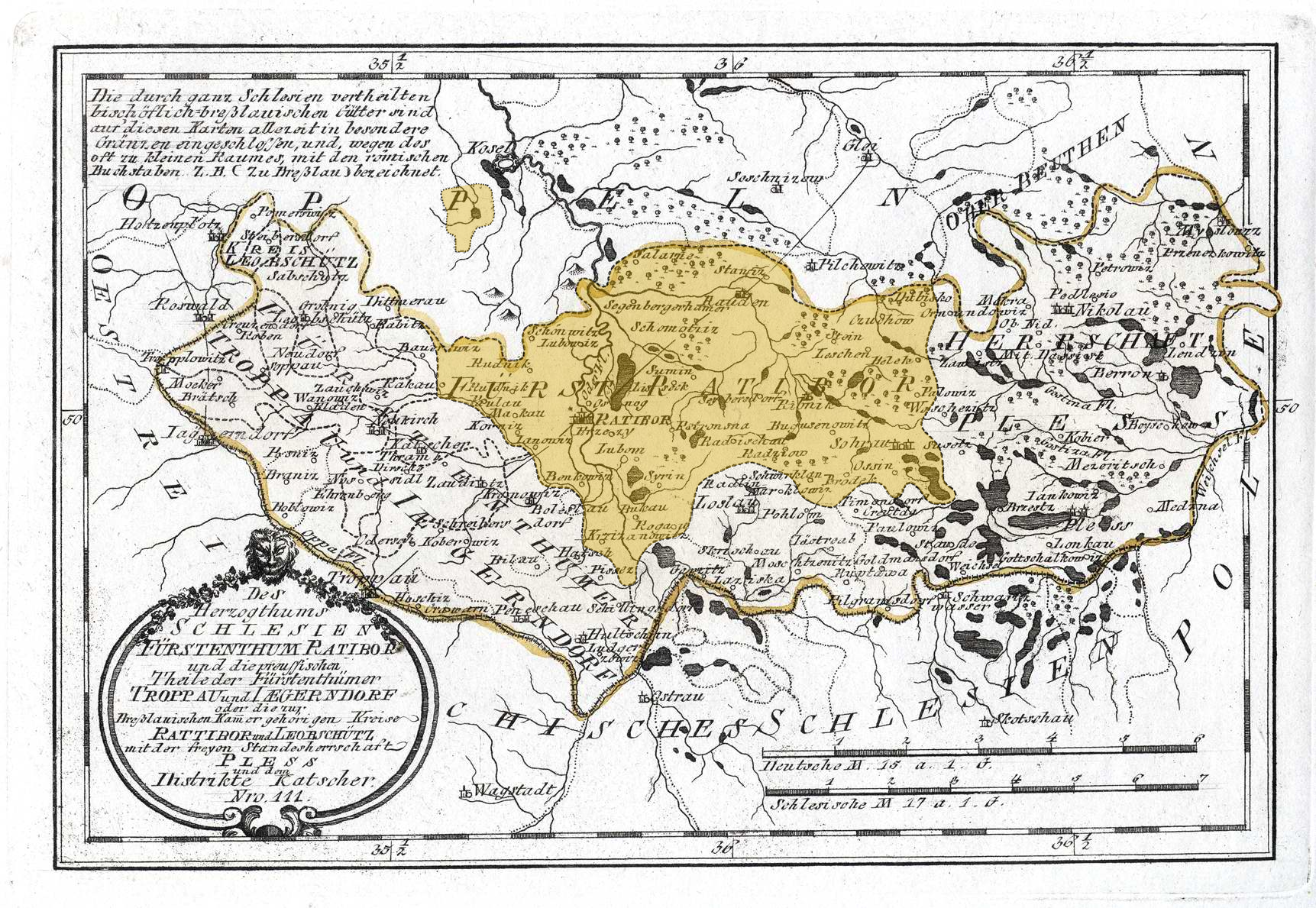
Mapa powiatu raciborskiego z 1790, w skład którego wchodził Rybnik

W 1742, na mocy pokoju wrocławskiego i traktatu berlińskiego kończącego I wojnę śląską, Rybnik wszedł w skład państwa pruskiego. Znalazł się w granicach powołanego do życia powiatu raciborskiego. Utworzony został garnizon wojskowy, który w latach 80. XVIII wieku liczył ponad stu żołnierzy. Według spisu ludności przeprowadzonego w 1787 Rybnik zamieszkiwało 1246 osób, w tym 1152 chrześcijan i 94 żydów. W mieście i na przedmieściach znajdowały się w sumie 202 budynki, z tego 194 krytych gontem i słomą. Spora część mieszkańców nadal zajmowała się rolnictwem i hodowlą bydła. Friedrich Bernhard Werner określił Rybnik terminem Flecken odnoszącym się do osad targowych o statusie niższym od miasta. W 1788 Antoni Wengierski podjął decyzję o sprzedaży dóbr rybnickich na rzecz skarbu państwa pruskiego. Przejęty przez władze zamek został wkrótce gruntownie przebudowany na Królewski Dom Inwalidów Wojennych. Również w 1788 w mieście odbyło się pierwsze nabożeństwo ewangelickie, trzy lata później na potrzeby kościoła ewangelickiego przebudowano dawny zamkowy magazyn do przechowywania sieci rybackich. W latach 1796–1801 wzniesiony nowy, zintegrowany z zabudową miejską katolicki kościół parafialny pw. Matki Bożej Bolesnej.

## XIX wiek i początek XX wieku

Mapa Rybnika z 1810. Kolorami oznaczono okręgi wyborcze do rady miejskiej: czerwony – rynkowy, fioletowy – kościelny, żółty – przedmieście Łony. Widoczny stary ratusz pośrodku Rynku. Na różowo zaznaczono budynki wchodzące w skład gminy zamkowej, na czarno zabudowania gospodarcze.

Na początku XIX wieku przeprowadzono w państwie pruskim kilka ważnych reform. Jedną z nich była reforma administracyjna, w ramach której w 1815 dokonano podziału na prowincje i rejencje. Rybnik znalazł się w granicach prowincji Śląsk, w rejencji opolskiej. Z dniem 1 stycznia 1818 powołano do życia powiat rybnicki, który powstał z części terenów powiatu raciborskiego, pszczyńskiego i toszecko-gliwickiego. Na mocy nowej ordynacji miejskiej z 1808 powstał również w Rybniku nowoczesny samorząd terytorialny. W wyborach do pierwszej rady miejskiej oddało głos 230 spośród 263 uprawnionych „mieszczan”. Całe miasteczko liczyło wówczas 1022 mieszkańców. Pierwszym wybranym według nowej ordynacji burmistrzem został Antoni Zelasko, do którego zasług należy wybrukowanie ulic oraz wybudowanie w latach 1822–1823 istniejącego do dziś ratusza w zachodniej pierzei rynku, który zastąpił starszy budynek stojący pośrodku placu. Osobno funkcjonowała gmina zamkowa (Schlossgemeinde), do której należał dawny zamek i kilkadziesiąt innych obiektów podominialnych. W lutym 1811 Rybnik stał się jedną z aren buntu chłopskiego, który wybuchł na ziemi pszczyńskiej, raciborskiej i rybnickiej z powodu błędnego utożsamienia zniesienia poddaństwa osobistego z likwidacją pańszczyzny i przekonania chłopów, że panowie feudalni ukrywają przed nimi prawdziwą treść edyktu królewskiego.

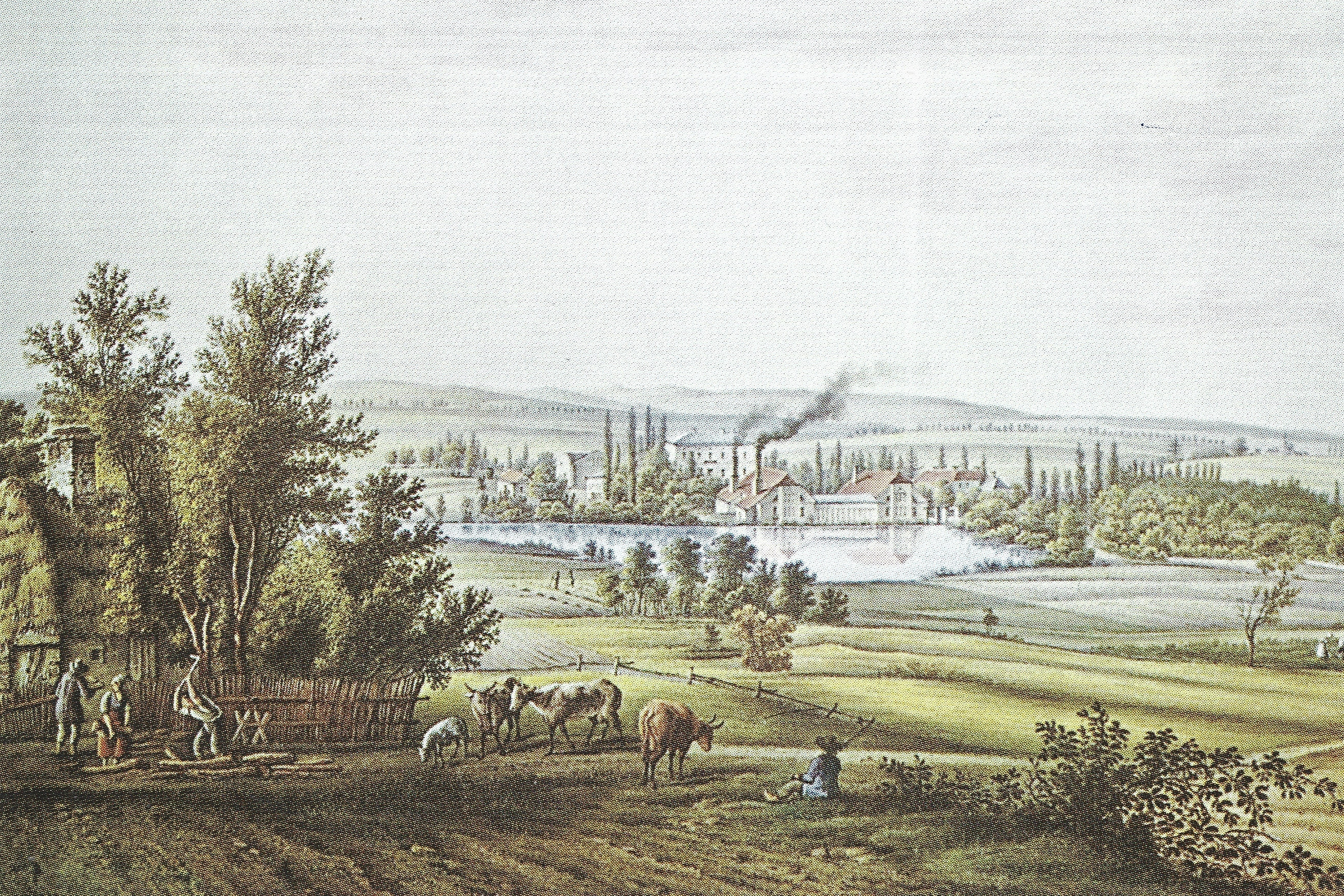
Huta w Paruszowcu na litografii Ernsta Wilhelma Knippla (połowa XIX wieku)

Najstarszą gałęzią przemysłu rozwiniętą w rejonie Rybnika było hutnictwo związane z odkryciem na początku XVIII wieku pokładów rudy darniowej i rudy żelaza nad brzegami Rudy i Bierawki. Kuźnice i fryszerki powstawały w Paruszowcu, Ligockiej Kuźni, Rybnickiej Kuźni, Gotartowicach, Popielowie i na terenach cysterskich w Stodołach. Po przejęciu dóbr rybnickich przez skarb państwa przystąpiono do modernizacji zakładów według zaleceń Friedricha Wilhelma von Redena. W 1810 w Paruszowcu powstał Królewski Urząd Hutniczy, w tym samym roku państwo przejęło również zakłady należące do zsekularyzowanego zakonu cystersów. W toku dalszych przekształceń część przedsiębiorstw zamknięto jako przestarzałe i nierentowne, rozwinęła się natomiast najbardziej – już jako zakład prywatny, sprzedany przez skarb państwa w 1864 – huta w Paruszowcu funkcjonująca od 1897 pod nazwą Silesia. W 1888 założona została przez Karla Strzodę w samym mieście Rybniker Hütte (Huta Rybnicka). Historia rybnickiego górnictwa sięga roku 1792, gdy została założona państwowa kopalnia Hoym w Niewiadomiu. Kolejne kopalnie powstawały od lat 30. XIX wieku, jednak przez pierwsze dziesięciolecia były to przedsiębiorstwa małe, z niewielkim wydobyciem i zatrudnieniem, których działalność różnie zawieszano i odnawiano. Boom górniczy rozwinął się na dobre dopiero na przełomie XIX i XX wieku, gdy rozbudowana została Römergrube w Niedobczycach (założona 1858), a także powstały Donnersmarckgrube w Chwałowicach (1903) i Blücherschacht w Boguszowicach (1913). Inne ważne zakłady przemysłowe to garbarnia rodziny Haase z tradycjami sięgającymi roku 1766 czy browar Müllerów założony w 1836.

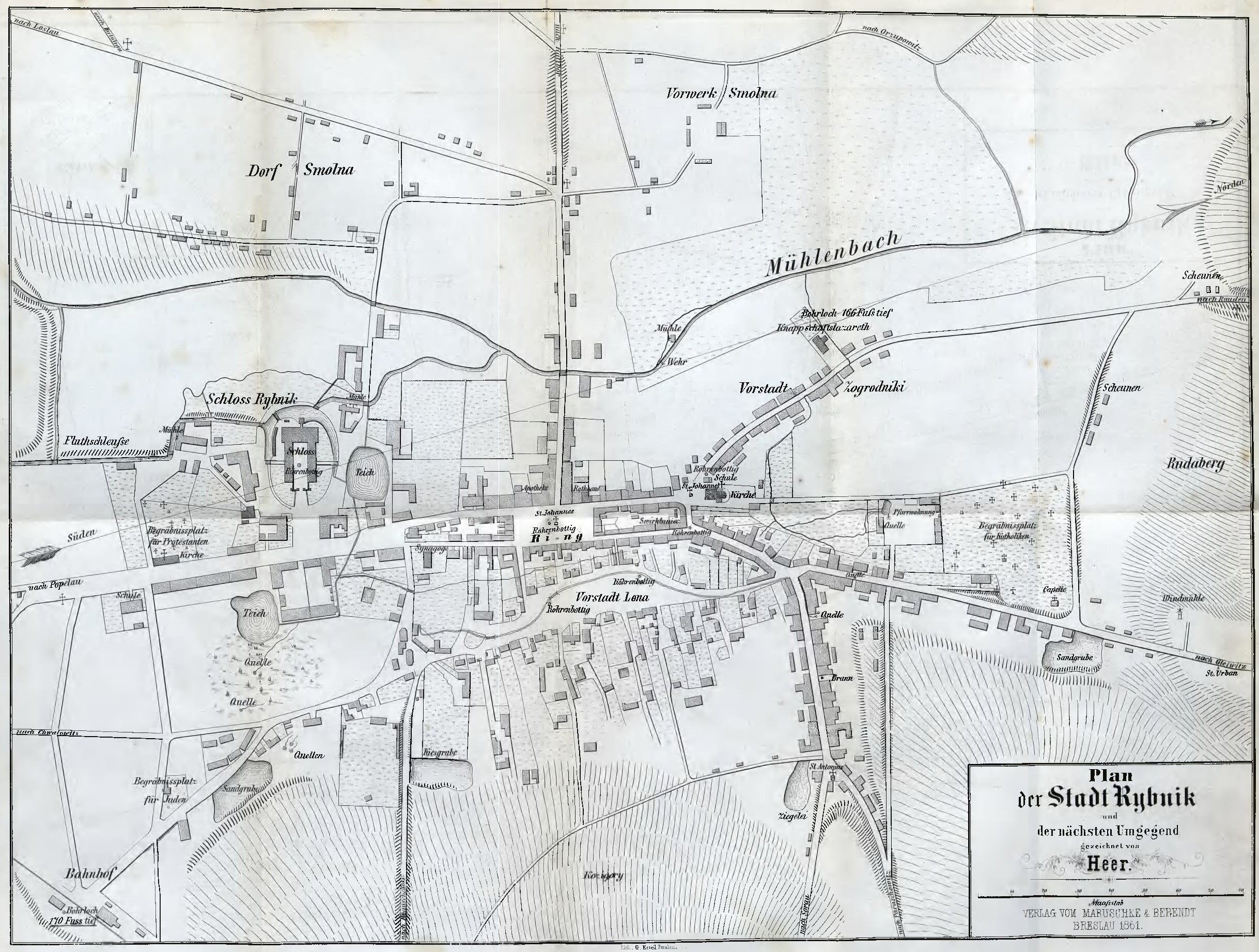
Mapa Rybnika z roku 1861

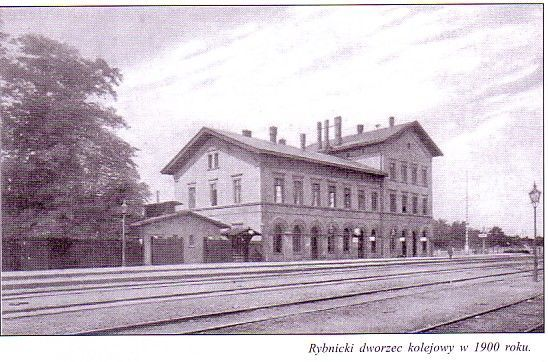
Dworzec kolejowy przed przebudową z lat 30. XX wieku

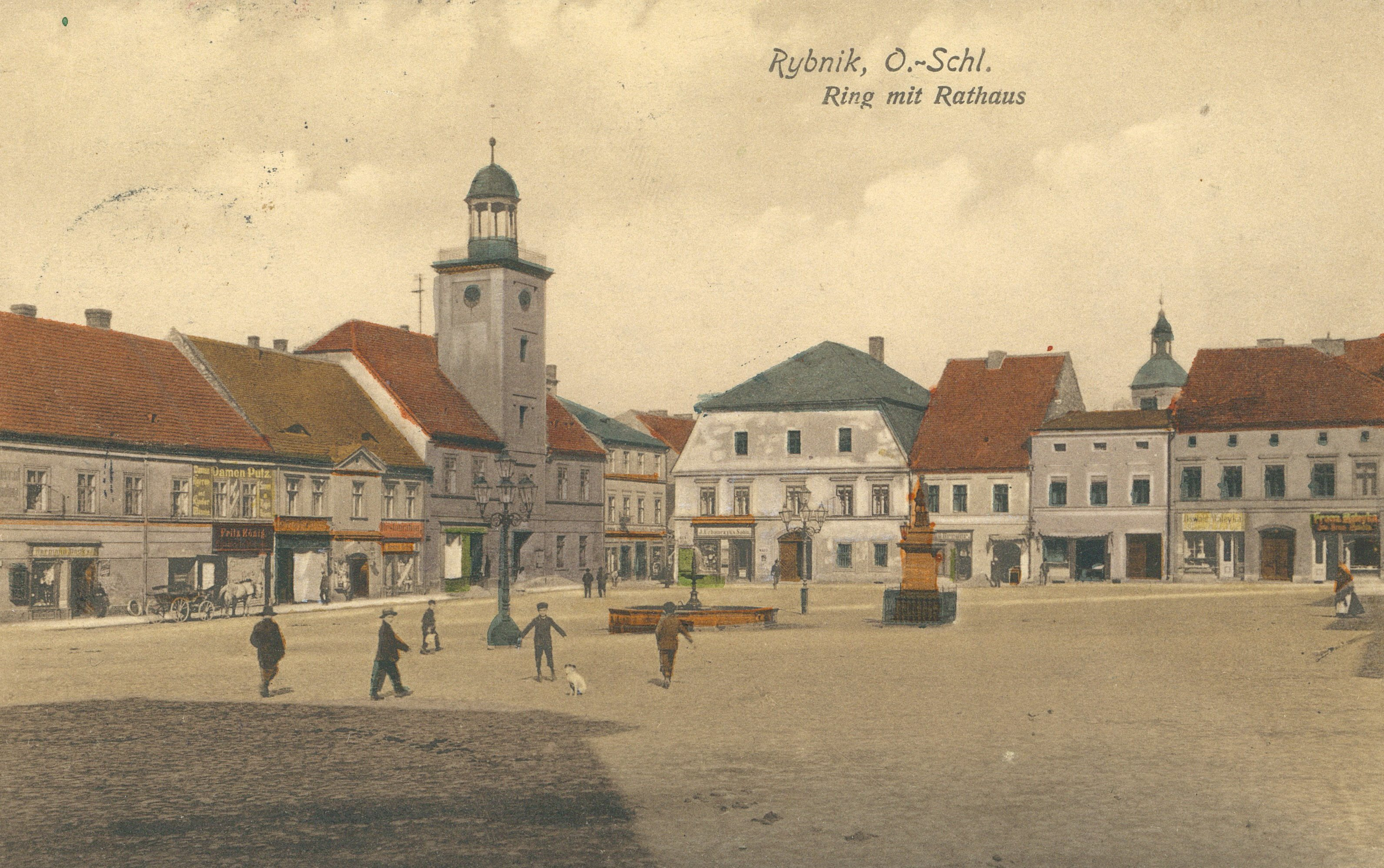
Rynek na pocztówce z przełomu XIX i XX wieku

W 1845 wciąż jeszcze 57% domów mieszkalnych w mieście było drewnianych, do 1865 odsetek ten zmniejszył się do 43% i w kolejnych dekadach dalej się zmniejszał na rzecz budynków murowanych z cegły. Odrębna gmina zamkowa została formalnie połączona z miastem w latach 50. XIX wieku. Ważną cezurą w dziejach Rybnika było uzyskanie połączenia kolejowego w 1856 poprzez linię Nędza – Orzesze, przedłużoną następnie do Katowic. W 1882 powstała linia łącząca Rybnik z Wodzisławiem i Chałupkami, a w 1913 nowa, krótsza trasa między Rybnikiem a Suminą. Dworzec usytuowano na południowy zachód od istniejącej tkanki miejskiej. Później w jego rejonie wybudowano nowy kompleks szpitalny (1868–1871, później rozbudowywany), gazownię (1868) czy gmach starostwa powiatowego (1893). Z kolei na północnych peryferiach Rybnika wzniesiono w latach 1883–1886 Prowincjalny Zakład dla Psychicznie Chorych. W 1907 ukończono budowę monumentalnej bazyliki św. Antoniego, a wkrótce połączono ją z dworcem kolejowym nową aleją, przy której stanął gmach Królewskiego Gimnazjum (1911). Park miejski za torami założono w 1889.
Mimo wstrząsów takich jak klęska głodu w latach 1847–1848 oraz epidemie cholery (1831–1832 i 1866–1867) liczba mieszkańców Rybnika w XIX wieku stopniowo wzrastała. Podczas gdy w 1845 wynosiła 2437 osób (lub według innego źródła 2263), to do roku 1895 wzrosła do 5965. 81,5% rybniczan było wtedy katolikami, 12,9% ewangelikami, a 5,6% żydami. W sumie we wszystkich miejscowościach wchodzących dziś w skład miasta mieszkało 20 576 osób. Proporcje wyznaniowe na tak zarysowanym terytorium rozkładały się następująco: 92,7% katolików, 5,4% ewangelików i 1,9% żydów. Pod względem językowym w samym Rybniku nieznacznie przeważała ludność niemieckojęzyczna (56,9% według danych za 1890), podczas gdy w okolicznych gminach wiejskich posługiwano się przede wszystkim etnolektem śląskim (wliczanym w spisach powszechnych do kategorii „język polski”). W ciągu kolejnych piętnastu lat liczba ludności całego omawianego obszaru wzrosła do 34 864, przy czym największy przyrost odnotowano w Chwałowicach (292%), Niewiadomiu Górnym (134%), Zamysłowie (134%), Niedobczycach (129%) oraz Ligocie, do której należał również Paruszowiec (123%). Napływ nowych mieszkańców szedł tam w parze z intensywnym rozwojem przemysłu, wielu z nich znajdowało zamieszkanie w budowanych w tym czasie osiedlach patronackich. Sam Rybnik urósł blisko dwukrotnie do 11 656, na co wpływ miało również przyłączenie zrośniętej przestrzennie z miastem wsi Smolna w 1907.

## Okres międzywojenny

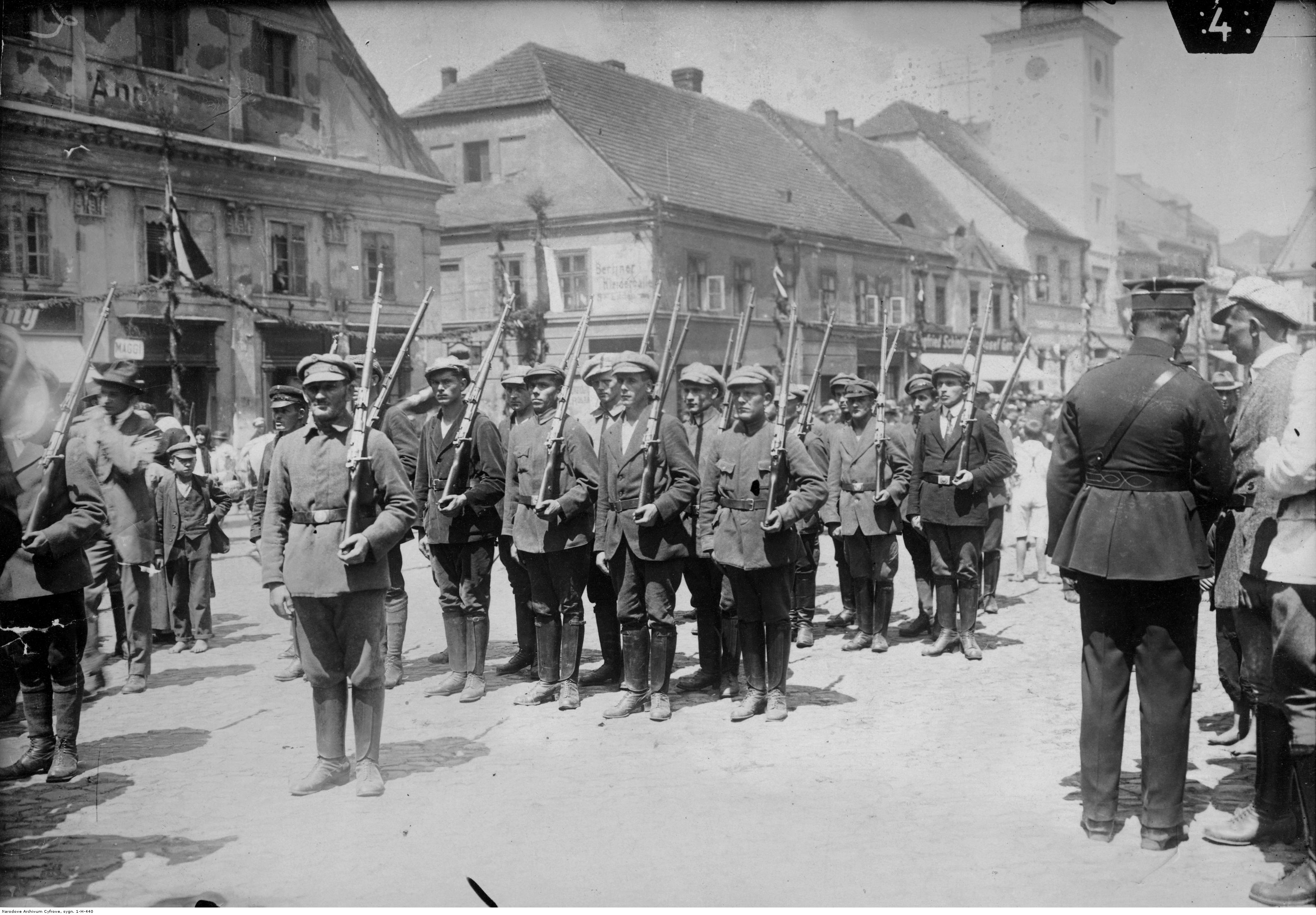
Uczestnicy III powstania śląskiego na rynku w Rybniku

Wraz z zakończeniem I wojny światowej w Rybniku, podobnie jak w innych miastach regionu, rozgorzał konflikt na tle socjalnym i narodowościowym. W mieście i okolicznych wsiach powstawały „rady ludowe” tworzone równolegle przez lewicę niemiecką, jak i liczne środowiska o orientacji narodowej polskiej dążące do przyłączenia Górnego Śląska i Rybnika do Polski. Trzecią drogę miał przedstawiać Komitet Górnośląski (Oberschlesische Komitee) założony w Rybniku 27 listopada 1918 przez Ewalda Latacza, Jana Reginka i Tomasza Reginka postulujący utworzenie samodzielnego państwa górnośląskiego o neutralnym statusie. Przez miasto przetaczały się rozmaite demonstracje, eskalujące w bezpośrednie ataki na przeciwników politycznych i potyczki, jak w sierpniu 1919 (I powstanie śląskie). Na mocy traktatu wersalskiego o dalszej przynależności państwowej regionu miał zadecydować plebiscyt terytorialny. Podczas przygotowań do jego realizacji począwszy od 4 lutego 1920 kontrolę nad miastem przejęły francuskie i włoskie siły wojskowe. Polsko-niemiecka rywalizacja zaostrzała się, aż w sierpniu 1920 przerodziła się w walki znane jako II powstanie śląskie, w którym zginęło ośmiu rybniczan.

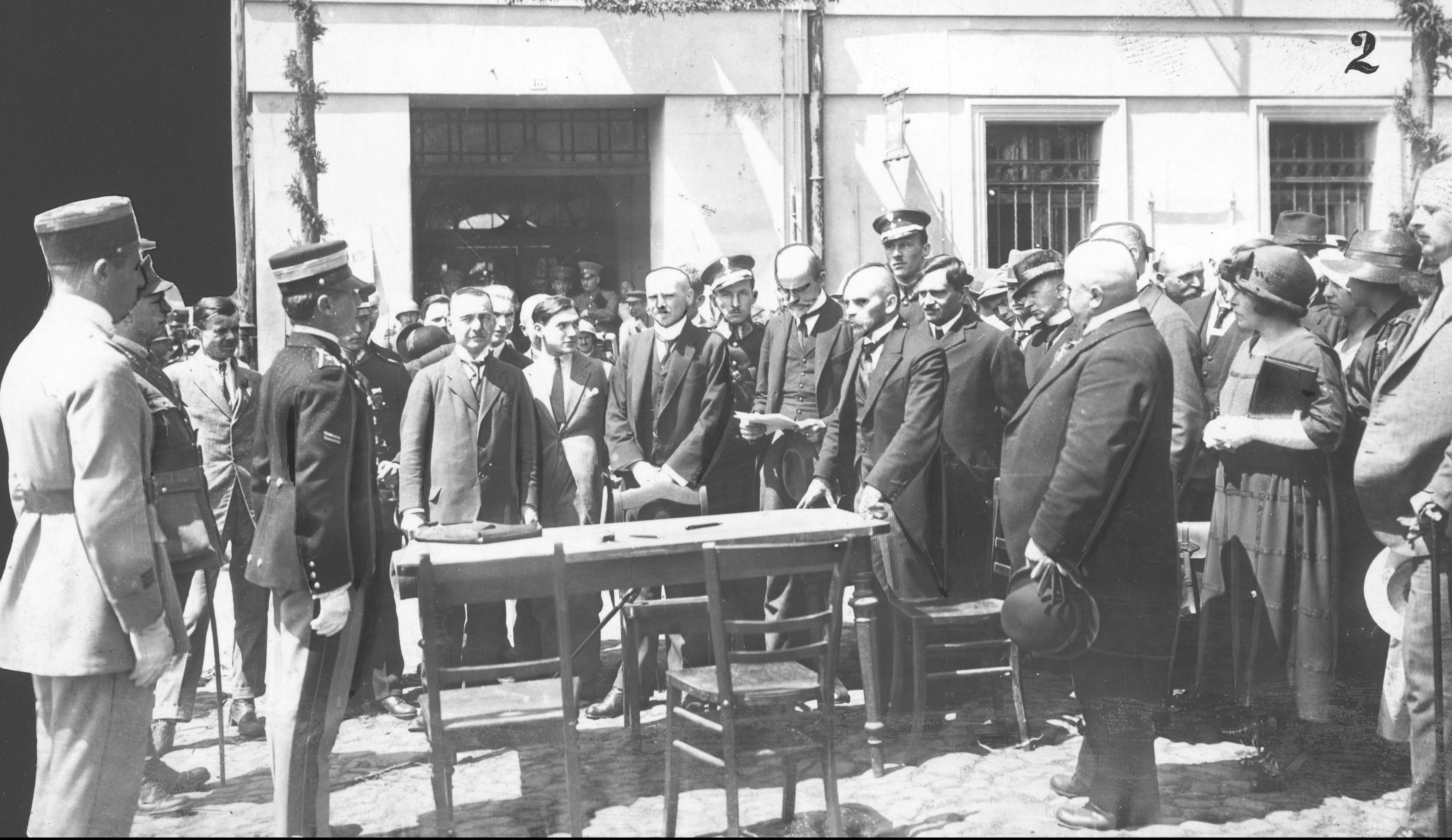
Uroczystość przejęcia władzy w Rybniku przez administrację polską, 3 lipca 1922

Plebiscyt odbył się 20 marca 1921. W Rybniku 70,7% głosujących opowiedziało się za pozostaniem w granicach Niemiec, a 29,1% za przyłączeniem do Polski. Inaczej wyniki przedstawiały się biorąc pod uwagę wszystkie dzisiejsze dzielnice: 60,3% za Polską i 39,5% za Niemcami (0,2% głosów nieważnych). W całym powiecie rybnickim 65,3% ludności głosowało za Polską, a 34,7% za Niemcami. Po ogłoszeniu wyników plebiscytu i propozycji podziału regionu wybuchło III powstanie śląskie, w którym zginęło 138 mieszkańców Rybnika. Liczne budynki, w tym dworzec kolejowy, zostały uszkodzone na skutek eksplozji czterech wagonów z materiałami wybuchowymi 22 czerwca 1921. Ostatecznie sporny obszar podzielono tak, że Rybnik znalazł się w granicach Polski, podobnie jak prawie wszystkie jego dzisiejsze dzielnice z wyjątkiem Stodół. 3 lipca 1922 miasto oficjalnie przejęła administracja polska, urząd burmistrza objął Władysław Weber.

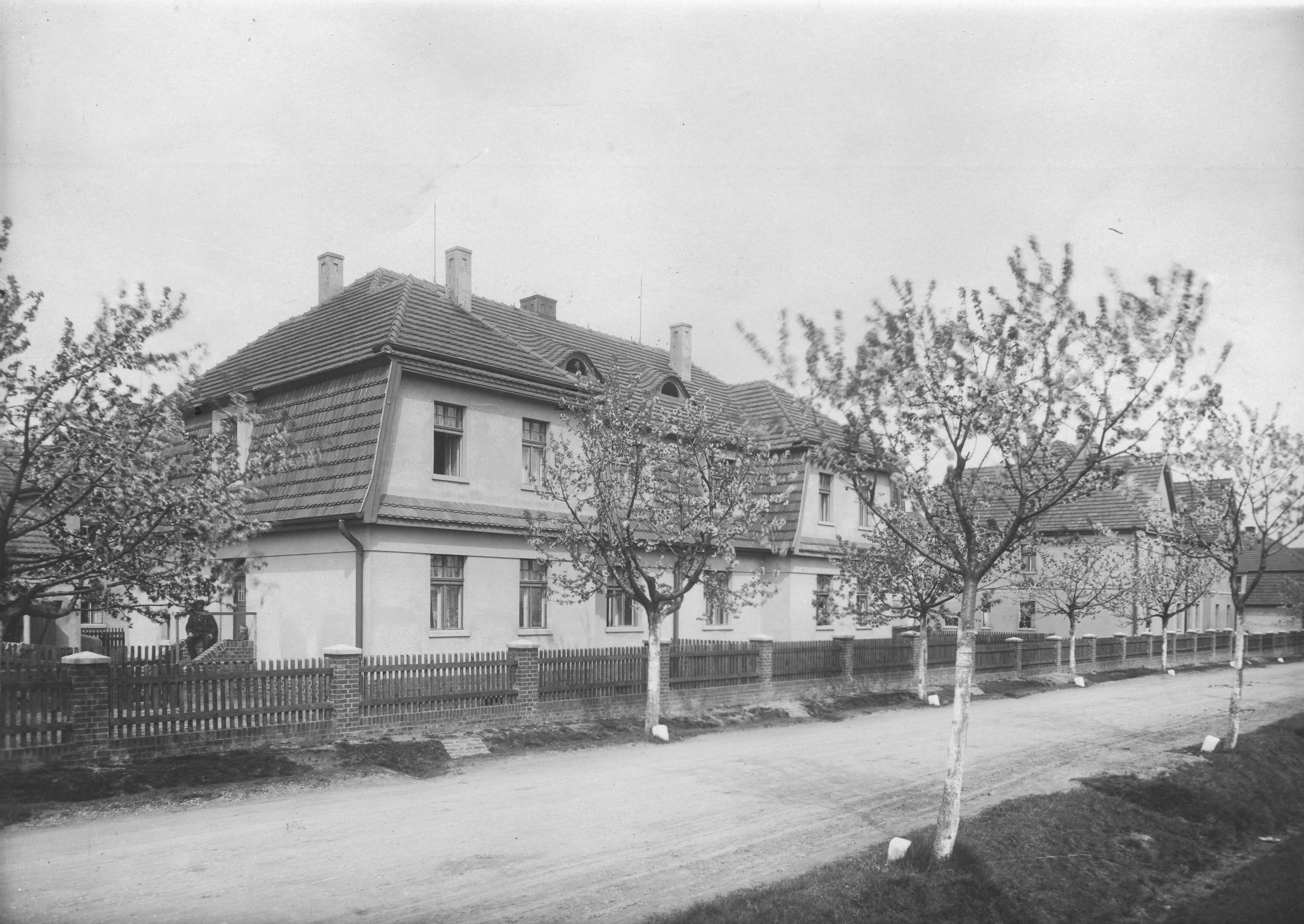
Kolonia Maroko wkrótce po wybudowaniu

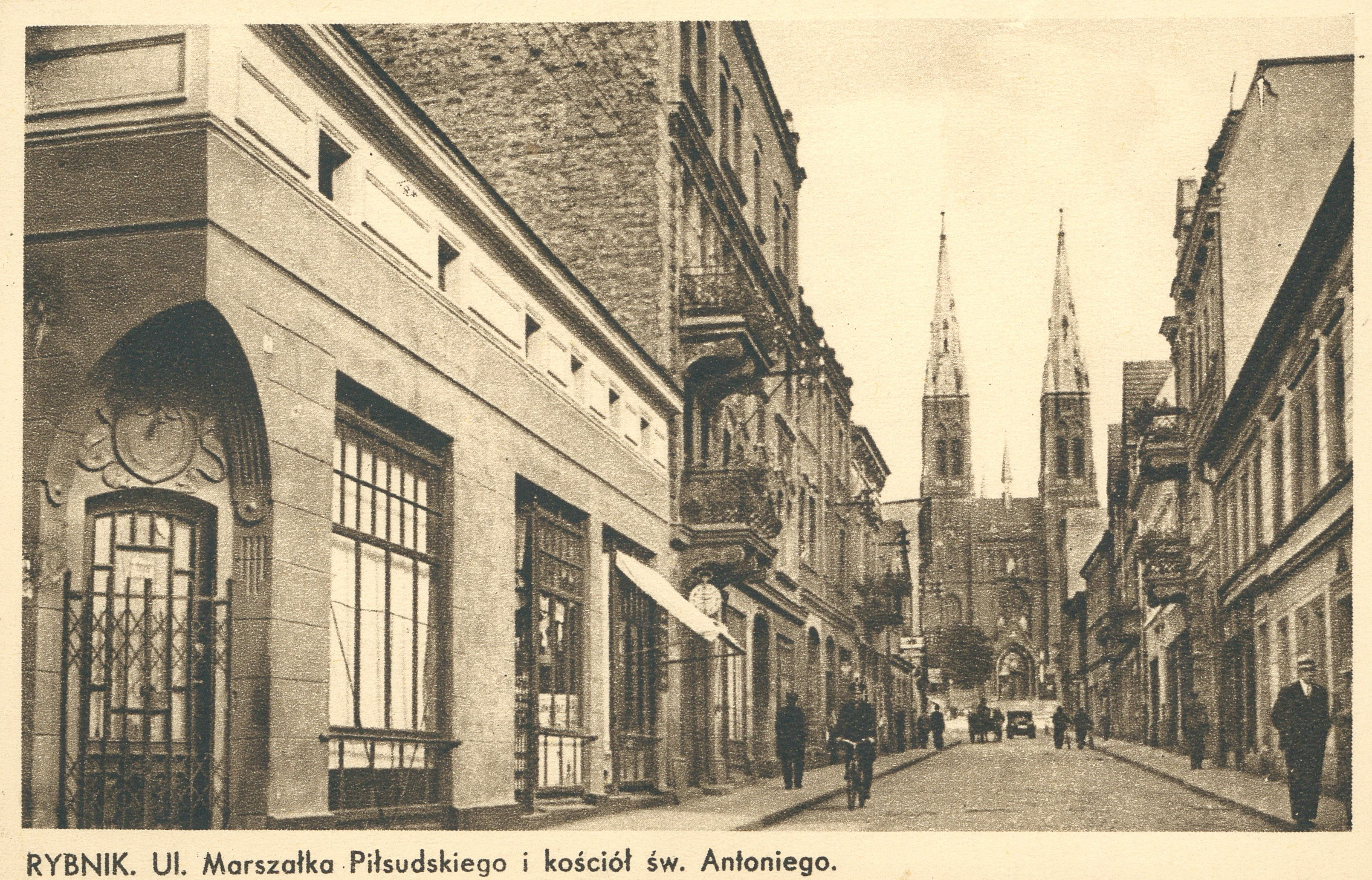
Ulica Piłsudskiego (dziś Powstańców Śląskich) na pocztówce z lat 30. XX wieku

W 1926 granice Rybnika poszerzono o gminę Ligota Rybnicka, w skład której wchodziła również Ligocka Kuźnia i silnie uprzemysłowiony Paruszowiec. Liczba ludności wzrosła z 13,5 tysiąca w 1924 do 25 tysięcy dziesięć lat później. Rozwój przestrzenny miasta następował w różnych kierunkach, dość chaotycznie. Lata 20. XX wieku to początek dzielnic Maroko i Meksyk, które w swoim pierwotnym kształcie powstały jako zwarte kolonie mieszkalne dla robotników i urzędników. Wśród wyrazistych gmachów publicznych wzniesionych w śródmieściu w duchu funkcjonalizmu wymienić można szkołę niemiecką (1924), nową siedzibę megistratu (1927), nowy dworzec kolejowy (1931) czy siedzibę Komunalnej Kasy Oszczędności (1937), powstały też w tym stylu liczne kamienice i wille. Od 1927 rozwijana była regionalna komunikacja autobusowa. W latach 1936–1938 zrealizowano budowę nowej linii kolejowej z Rybnika przez Żory do Pszczyny. Rybnicka Huta Karla Strzody została w 1920 przekształcona w Rybnicką Fabrykę Maszyn Rymag. Kopalnia Blücherschacht zmieniła w 1922 nazwę na Jankowice, nazwę Römer spolszczono na Rymer, a kopalnię Hoym przemianowano w 1936 na Ignacy na cześć Ignacego Mościckiego. W 1937 powstała w Gotartowicach, na terenie po dawnej hucie, Fabryka Sygnałów i Urządzeń Kolejowych.

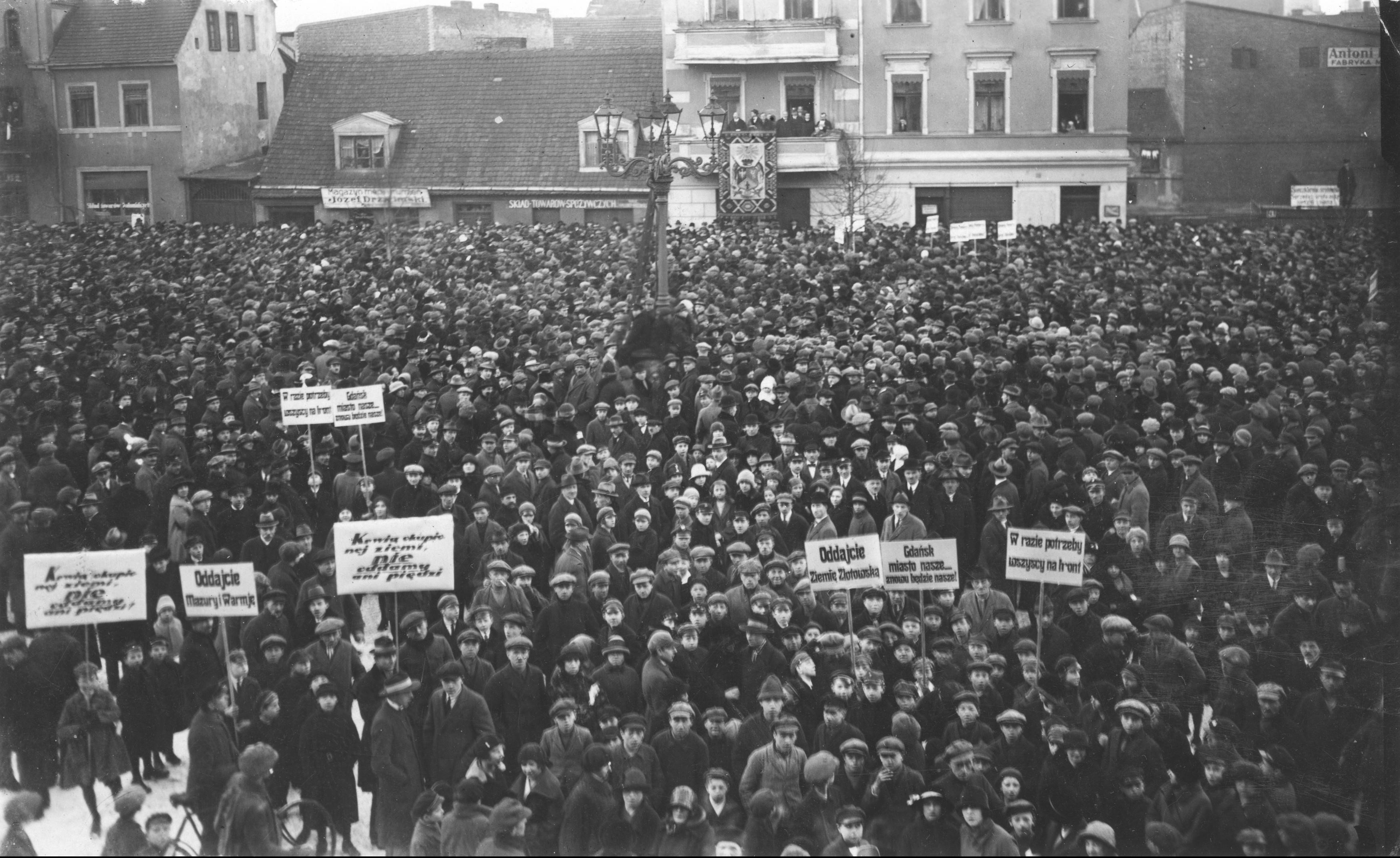
Manifestacja antyniemiecka w 1925

W życiu społecznym dużą rolę przez cały okres międzywojenny odgrywała polsko-niemiecka rywalizacja narodowościowa. Obok licznych organizacji akcentujących swój polski charakter istniały organizacje o orientacji niemieckiej, nierzadko popadając ze sobą w konflikty, zwłaszcza w okresie radykalizujących się nastrojów w latach 30. XX wieku. W polityce komunalnej obecne były stronnictwa niemieckie cieszące się relatywnie dużym poparciem (np. w wyborach w 1926 Deutsche Bürgerpartei uzyskała 35,6% głosów i 11 mandatów w rybnickiej radzie miejskiej).

## II wojna światowa
Wehrmacht wkroczył do przygranicznego miasta w pierwszym dniu II wojny światowej o poranku. Wśród epizodów poprzedzających wybuch wojny, analogicznych do prowokacji gliwickiej, był upozorowany atak na niemiecki posterunek graniczny w Stodołach. Rządy hitlerowskie spotkały się z entuzjastycznym przyjęciem przez część mieszkańców, zwłaszcza choć nie tylko narodowości niemieckiej, wielu innych wykazywało się milczącą akceptacją. Jednocześnie na terenie miasta działał również polski ruch oporu, zarówno związany ze Związkiem Walki Zbrojnej/Armią Krajową, jak i ugrupowaniami komunistycznymi. W pierwszym okresie wojny istniały ponadto lokalne komórki oporu: Polska Organizacja Powstańcza (1939–1940), Polska Tajna Organizacja Powstańcza (1940–1942) i Tajna Organizacja Narodowa (do 1942). Okres okupacji niemieckiej Rybnika wiązał się z prześladowaniem oraz aresztowaniem wielu propolskich działaczy i mieszkańców, w tym byłych powstańców śląskich. W dzielnicy Meksyk funkcjonował w latach 1942–1944 Polenlager nr 97 (obóz dla miejscowych Polaków), na kopalniach w Boguszowicach i Chwałowicach pracowali przymusowo jeńcy wojenni.

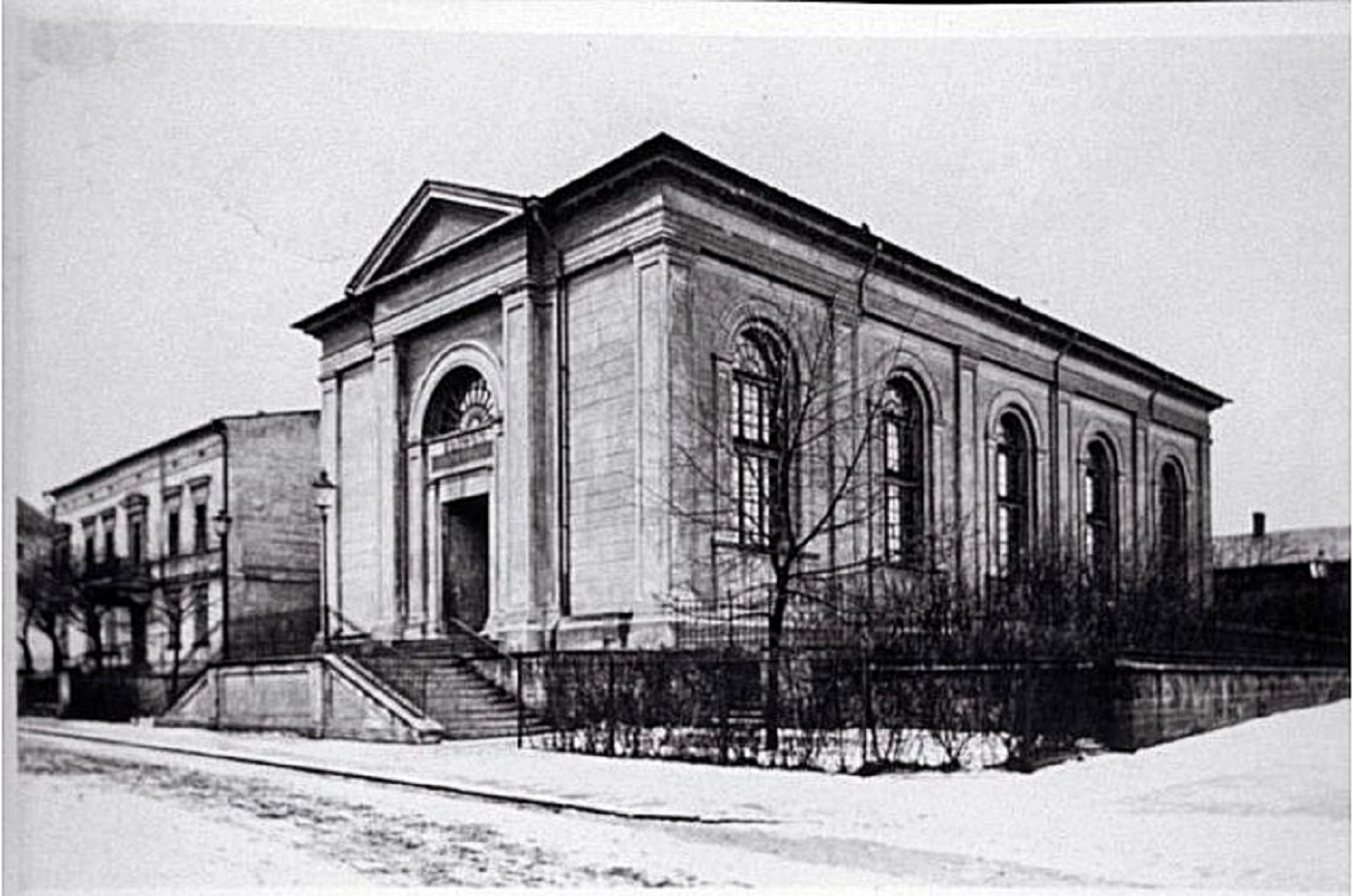
Rybnicka synagoga, zbudowana w 1848 i zniszczona w czasie II wojny światowej

Na przełomie marca i kwietnia 1940 zniszczone zostały rybnicka synagoga i cmentarz żydowski. Pozostali w mieście Żydzi (przed wojną społeczność żydowska liczyła ponad trzysta osób) zostali najpierw uwięzieni na dawnym zamku jako robotnicy przymusowi, a w 1940 wywiezieni.
W 1944 nad Rybnikiem i okolicą zaczęły się pojawiać bombowce alianckie, naloty nie spowodowały jednak większych strat – udokumentowane są dwie ofiary śmiertelne i uszkodzenia kilku budynków. Poważniejsze szkody – lecz nieporównywalnie mniejsze niż w Żorach, Wodzisławiu czy Raciborzu – przyniosły walki radziecko-niemieckie zimą 1945. Zniszczonych lub częściowo uszkodzonych zostało 18,4% budynków. Miasto zostało zajęte przez Armię Czerwoną w dniu 26 marca 1945.

## Po 1945 roku

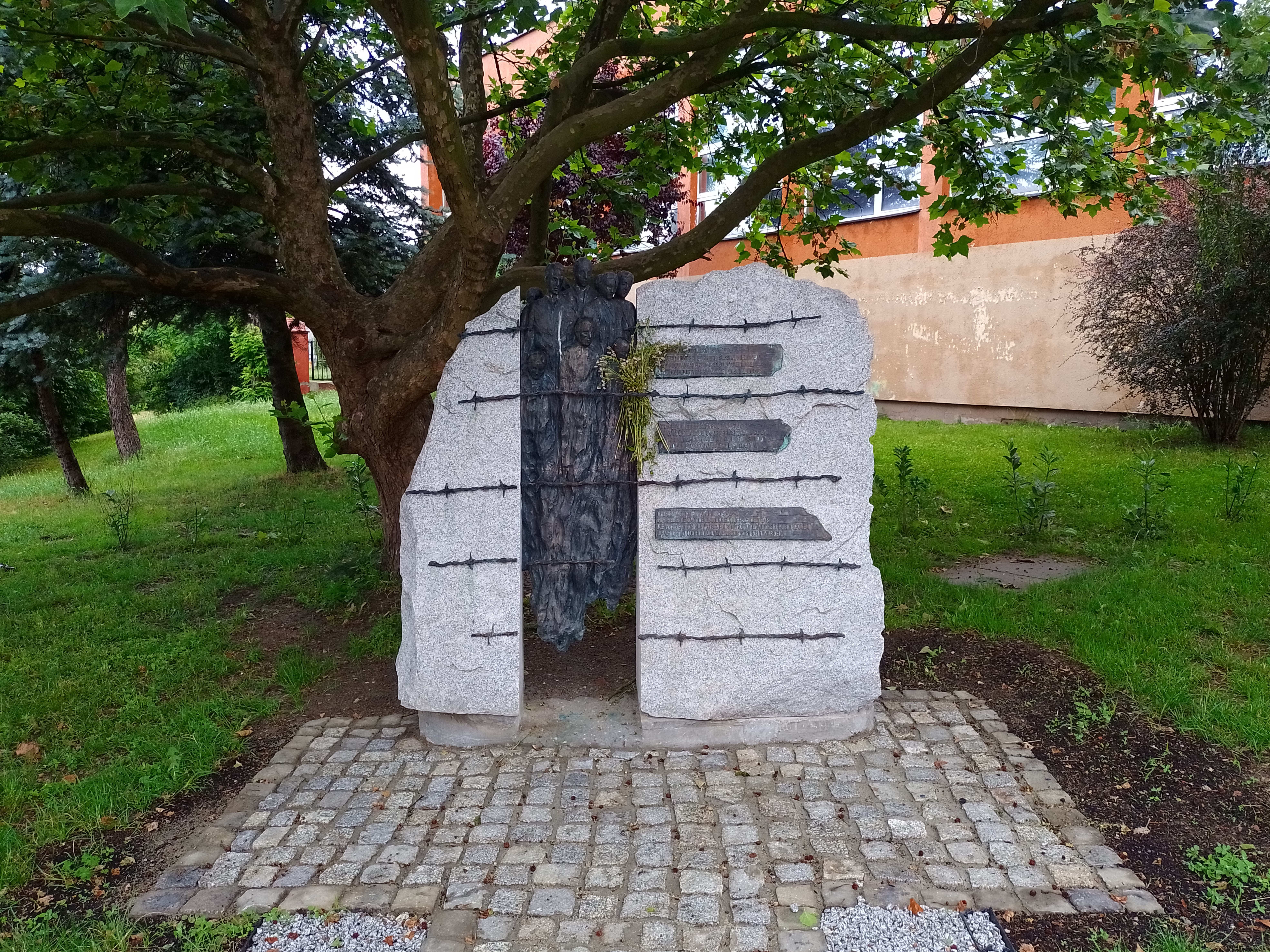
Pomnik ofiar powojennych prześladowań Górnoślązaków (tzw. Tragedia Górnośląska) w Rybniku (odsłonięty w 2024)

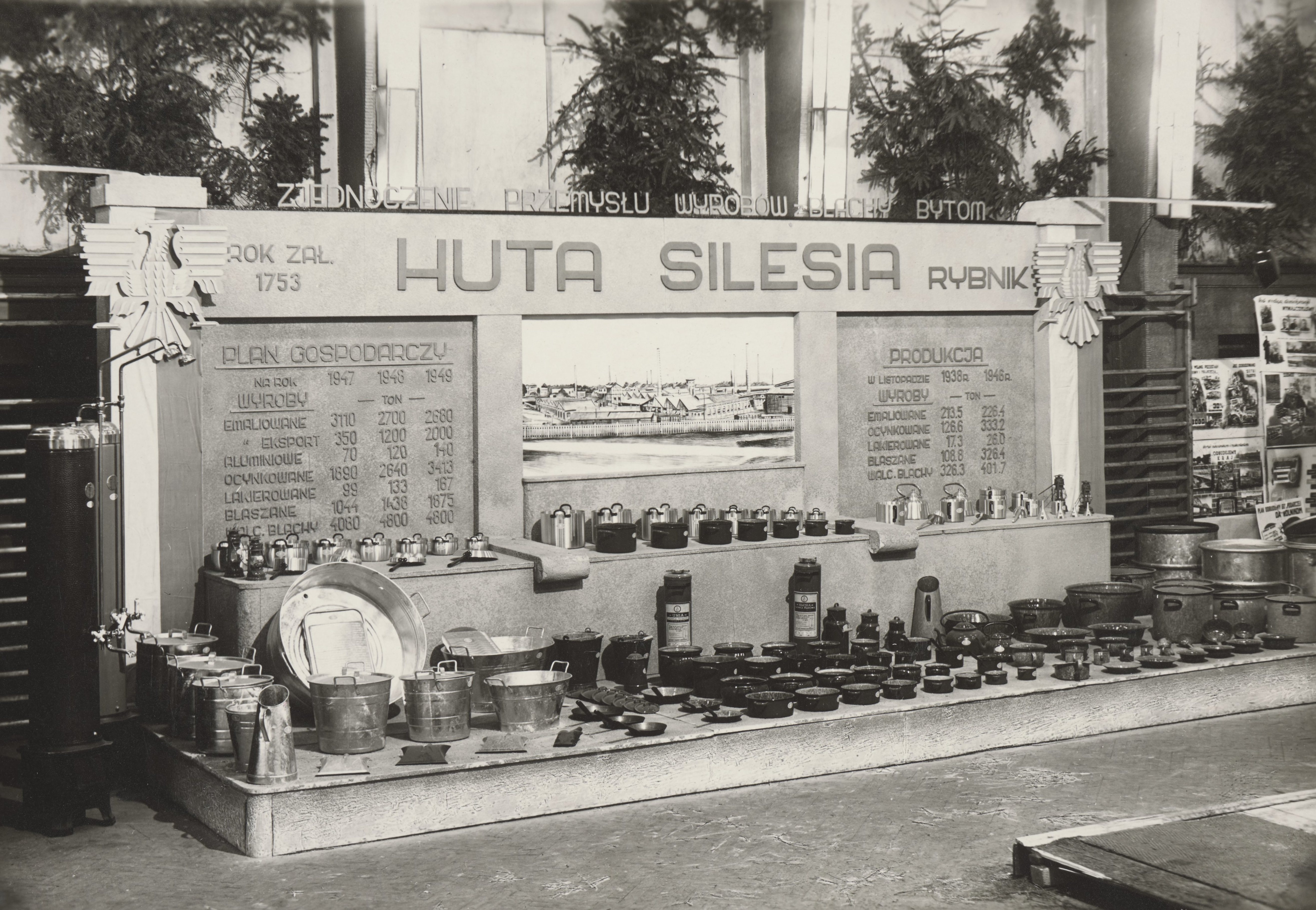
Stoisko Huty Silesia na wystawie „Od Wyzwolenia do Planu Odbudowy Gospodarczej” (1946)

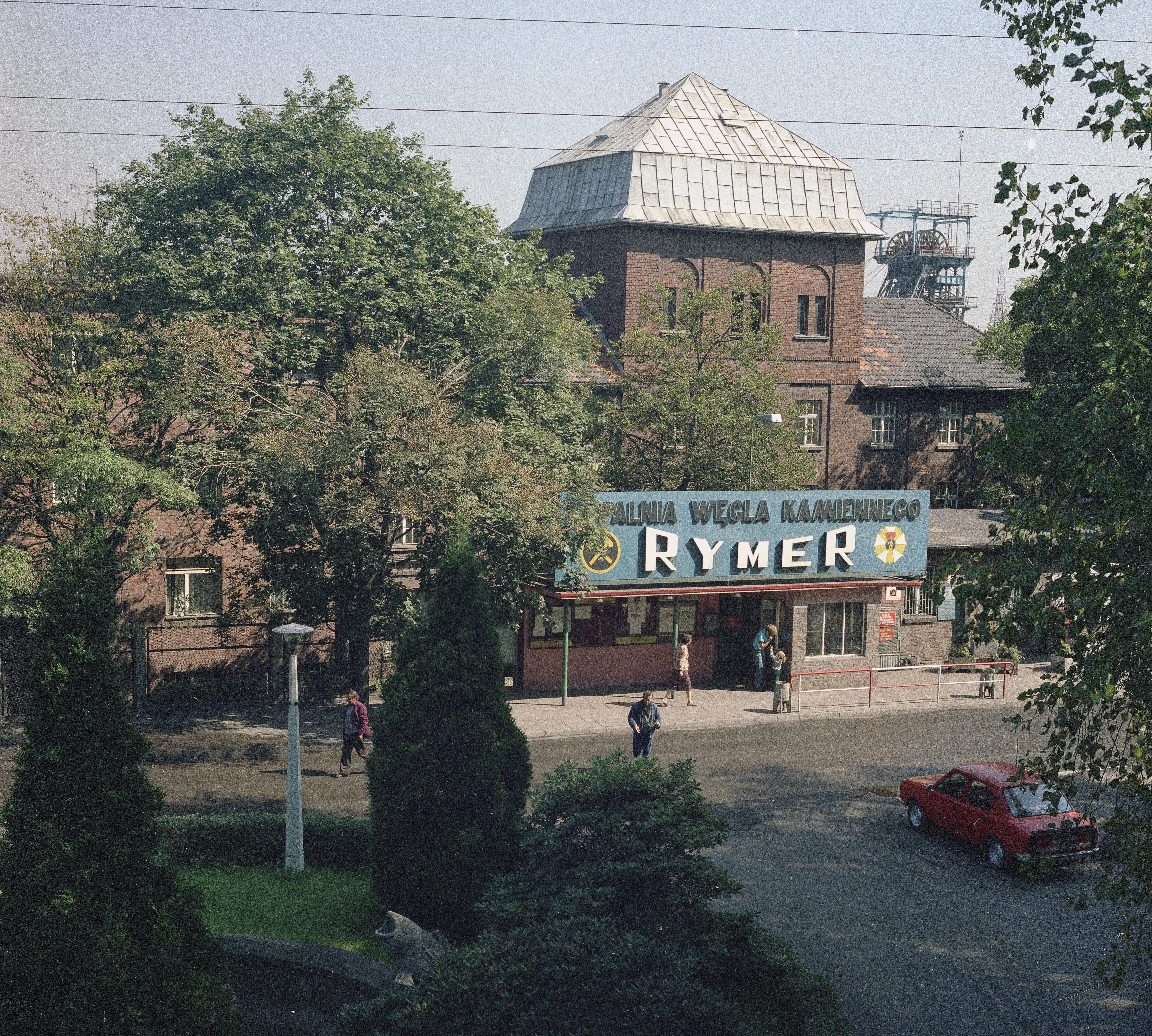
Kopalnia Rymer w latach 70. XX wieku

Po wojnie Rybnik znalazł się ponownie w granicach Polski, najpierw w składzie województwa śląsko-dąbrowskiego, a od 1950 katowickiego (po reformie z 1998 śląskiego). Zakłady przemysłowe zostały upaństwowione. Podobnie jak w innych miastach górnośląskich, jednym z wyzwań dla nowej władzy komunistycznej była tzw. weryfikacja narodowościowa. W październiku 1945 w mieście przebywało 20 488 osób, z tego 1745 (8,6%) uznano za Niemców. Przy kopalniach Ignacy, Chwałowice (dawna Donnersmarckgrube) i Jankowice oraz przy Rybnickiej Fabryce Maszyn (po wojnie znanej jako Ryfama) zorganizowano obozy pracy przymusowej, do których trafiło wielu Niemców i Ślązaków uznawanych za „folksdojczów” czy „element niepewny”. Procesy weryfikacyjne ostatecznie umorzono w 1950, w ramach zorganizowanych wysiedleń do Niemiec wyjechało z terenu powiatu rybnickiego w pierwszych latach powojennych jedynie kilkaset osób. Wiele z nich osiadło w Dorsten w Westfalii.
W 1950 wydzielono Rybnik jako samodzielny powiat miejski. Równocześnie w jego skład włączono Zamysłów oraz kolonię Wawok, stanowiącą do tej pory część Orzepowic. Stopniowo rosła liczba ludności zarówno Rybnika, jak i sąsiednich miejscowości. W 1960 sam Rybnik liczył 34,1 tysiąca mieszkańców, Niedobczyce (do których włączono również Niewiadom i Popielów z Radziejowem) – 16 tysięcy, Boguszowice – 11,3 tysiąca, Chwałowice – 6,2 tysiąca. Niedobczyce uzyskały w 1954 status miasta, a Boguszowice i Chwałowice stały się wtedy osiedlami typu miejskiego. Kolejno w 1962 i 1967 również i one otrzymały prawa miejskie. Kształtowała się nowa aglomeracja miejska, od 1957 oficjalnie określana mianem Rybnickiego Okręgu Węglowego (ROW). W 1973 dokonano kolejnego poszerzenia granic Rybnika: w jego skład włączono miasto Chwałowice oraz gromady wiejskie Orzepowice, Rybnicka Kuźnia, Wielopole i Zebrzydowice. W 1975 z Rybnikiem połączono Boguszowice (od 1961 ich częścią był też Kłokocin, a od 1973 Gotartowice) oraz Niedobczyce. W 1977 częścią miasta stały się Grabownia, Golejów, Kamień, Chwałęcice i Stodoły.

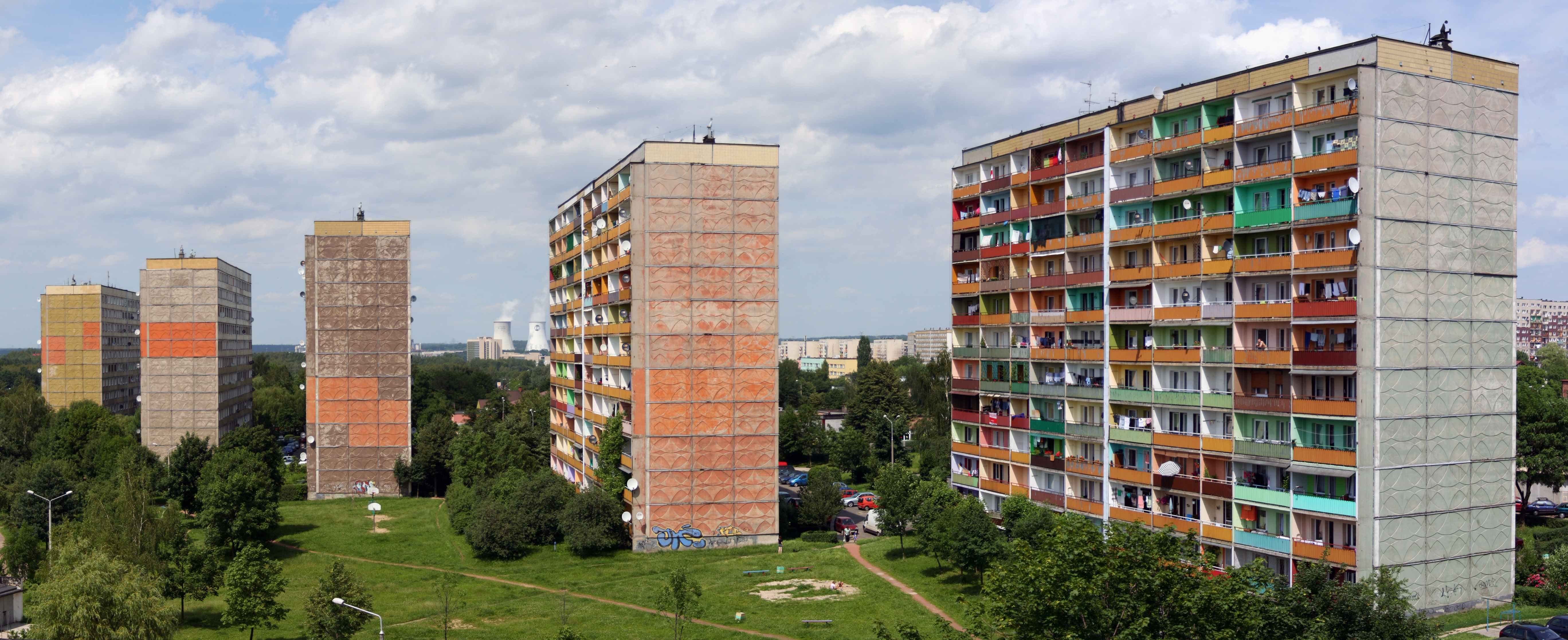
Osiedle Nowiny (2012)

W efekcie przyłączeń, wyżu demograficznego oraz napływu do pracy w przemyśle ludności spoza regionu liczba mieszkańców Rybnika wzrosła skokowo z 44 tysięcy na początku lat 70. XX wieku do ponad 122 tysięcy w roku 1980. Budowano nowe osiedla mieszkaniowe, szczególnie na zachód od śródmieścia (Dolne, Dworek, Kilińskiego, Nowiny, Sławików, Tysiąclecia, Wieczorka) oraz w miastach, a później dzielnicach przykopalnianych (Morcinka w Niewiadomiu, Korfantego w Niedobczycach, Pekin w Boguszowicach). Znaczącym przekształceniom architektoniczno-urbanistycznym ulegało też centrum miasta, do charakterystycznych obiektów wzniesionych w epoce PRL należą Teatr Ziemi Rybnickiej (1958–1964), pierzejowo-blokowa zabudowa ulicy Kościuszki z lat 60. XX wieku czy Spółdzielczy Dom Handlowy Hermes (1984). Intensywnie we wszystkich dzielnicach rozwijała się zabudowa jednorodzinna. Wielką inwestycją była budowa Elektrowni Rybnik, która przypadła na lata 1969–1978, wraz z którą powstało sztuczne Jezioro Rybnickie. W latach 80. XX wieku pokrywała ona 9,6% ogólnopolskiej produkcji energii elektrycznej. Innym okazałym przedsięwzięciem była budowa Wojewódzkiego Szpitala Specjalistycznego w Orzepowicach ciągnąca się od 1975 do 2000.

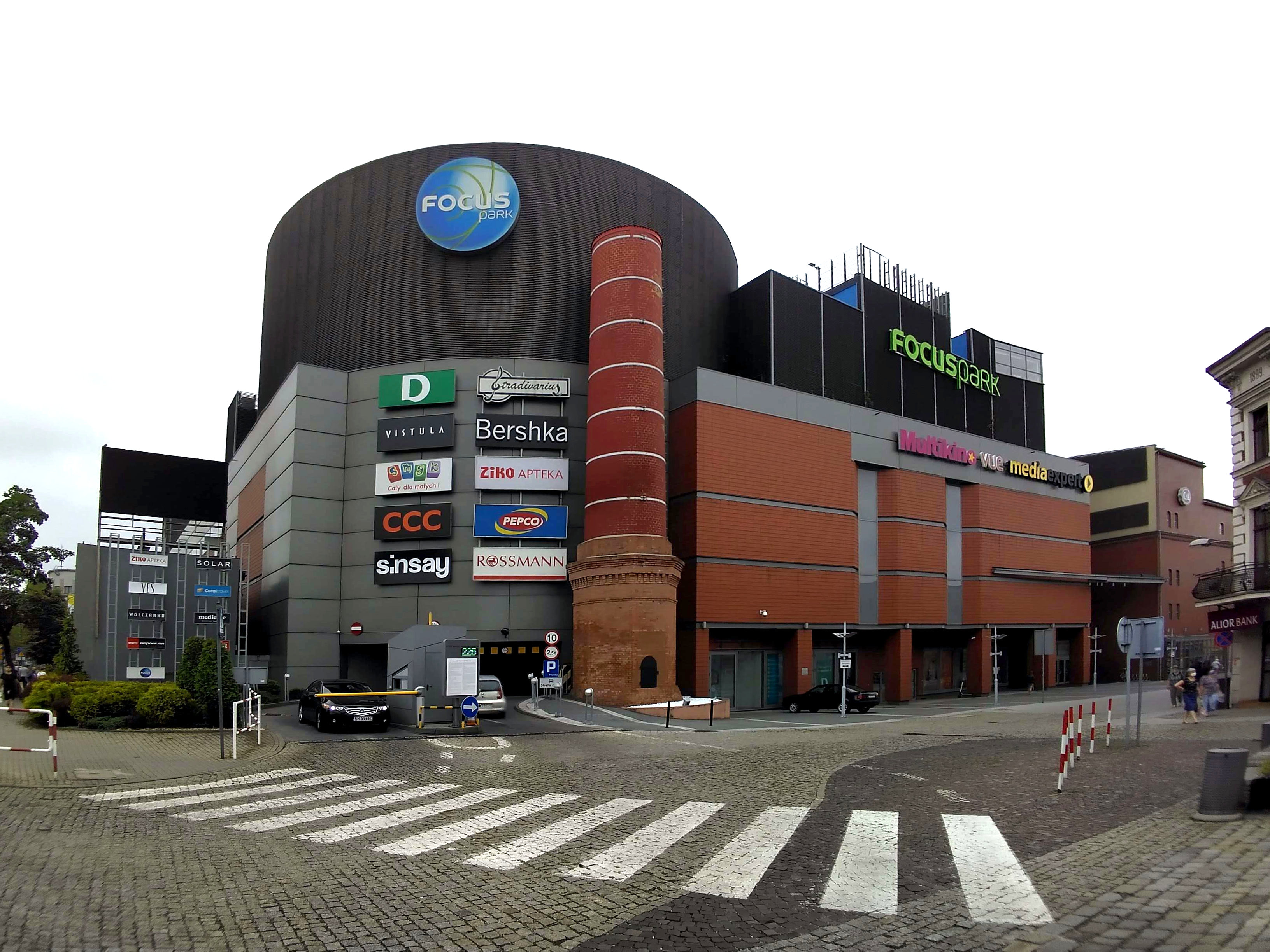
Centrum handlowe Focus Park

Transformacja ustrojowa po 1989 przyniosła upadek części rybnickich zakładów przemysłowych. Paruszowiecka Huta Silesia zakończyła działalność w 1998. Browar zaprzestał produkcji w 2004 – fragmenty jego zabudowań (słodownia i komin) wkomponowano w centrum handlowe Focus Park otwarte trzy lata później. Ryfama przeszła kilka restrukturyzacji i zmian właścicieli (Kopex Machinery, Grupa Famur), by zostać ostatecznie zlikwidowaną w 2020. Kopalnia Ignacy ukończyła wydobycie w 1995, a cztery lata później została udostępniona do zwiedzania jako zabytkowa. Kres działalności kopalni Rymer to rok 1999. Przetrwały natomiast kopalnie Chwałowice i Jankowice, a na terenie zlikwidowanych zakładów ulokowały się nowe, np. w Paruszowcu Tenneco z branży motoryzacyjnej. W Rybnickiej Kuźni utworzono w 2005 podstrefę Katowickiej Specjalnej Strefy Ekonomicznej. Najwyższą stopę bezrobocia odnotowano w 2004 – 14,4%.
W 2001 w skład miasta włączono Ochojec, który stał się 27. dzielnicą Rybnika (podział na 26 jednostek pomocniczych gminy uchwalono w 1990). Szczyt populacyjny Rybnik osiągnął w 1997 (144 943 mieszkańców), od tego czasu liczba ludności spada – do roku 2022 ubyło ponad trzynaście tysięcy. Miasto stało się w drugiej dekadzie XXI wieku ważnym ośrodkiem działań związanych z promocją i rozwojem kultury i mowy śląskiej.